# Aanbidding der Koningen (Aken)
De Aanbidding der Koningen is een schilderij naar de Zuid-Nederlandse schilder Jheronimus Bosch in het Suermondt-Ludwig-Museum in Aken.

## Voorstelling

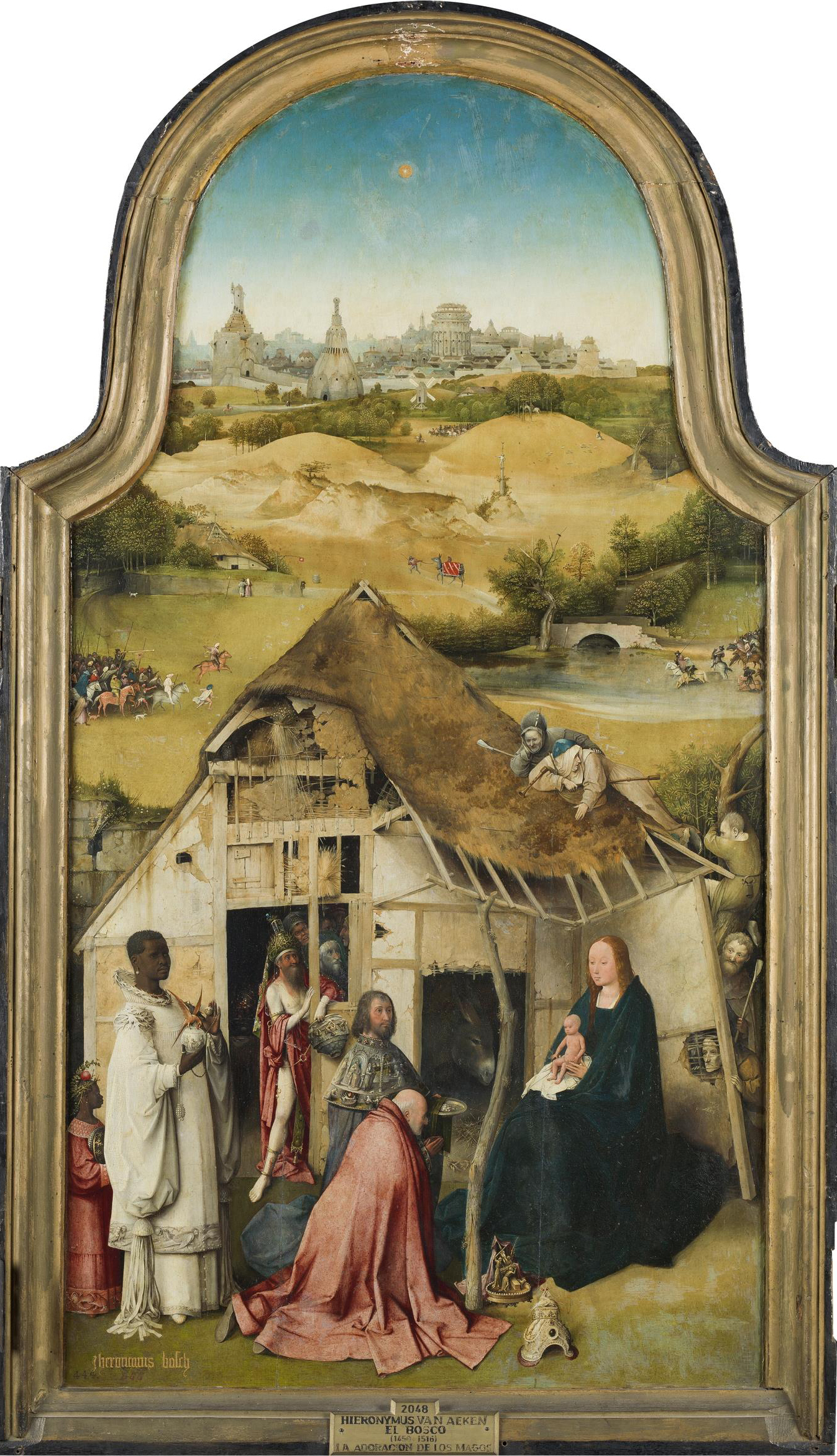
Jheronimus Bosch. Driekoningen-drieluik, middenpaneel. Ca. 1495. Madrid, Museo del Prado.

Het stelt het Driekoningen-verhaal voor. Het is een zeer getrouwe kopie van het middenpaneel van Bosch' Driekoningen-drieluik in het Museo del Prado in Madrid. Slechts enkele details zijn 'verbeterd'. De plooien, bijvoorbeeld, zijn golvend in plaats van hoekig gemaakt. Het grootste verschil is de horizon. Deze is op het schilderij in Aken verlaagd tot de nok van de stal. De landschapspartijen in de achtergrond zijn als gevolg daarvan achter elkaar weergegeven in plaats van boven elkaar.

## Datering
Het verlagen van de horizon wordt als 'modernisering' gezien en is een aanwijzing dat het hier gaat om een late kopie. In de literatuur wordt het werk omstreeks 1540 of later gedateerd.

## Herkomst
Het werk werd in 1912 geschonken aan het Suermondt-Ludwig-Museum in Aken door de Duitse politicus en filantroop Adam Bock.

## Tentoonstellingen
De Aanbidding der Koningen maakte deel uit van de volgende tentoonstellingen:
- Jheronimus Bosch, Noordbrabants Museum, 's-Hertogenbosch, 17 september-15 november 1967, cat.nr. 15, p. 90, met afbeelding in zwart-wit (als kopie naar Jheronimus Bosch).

- Koninklijk Instituut voor het Kunstpatrimonium: 40002052
- Marburg Picture Index: 00000005
- RKDimages: 219364